# Abrazija (geologija)
Abrazija pomeni mehanično zajedanje v skalnato podlago. Nastane zaradi korazije -	mehaničnega delovanje na podlago z delci, ki jih prenašajo voda, veter, led, morski valovi, pobočni procesi, gravitacija ali erozija. Po nastanku trenja premikajoči se delci iz svojega mesta odkrušijo manjše delce s podlage. Je ena glavnih krivcev za nastanek obalnega reliefa, ki se mu reče tudi abrazijski relief.

## Abrazija in obalna erozija
Obalna abrazija se pojavlja kot posledica loma valov, ki vsebujejo pesek in večje delce, ki poškodujejo obalo. Ta proces odnaša material, kar povzroča nižanje obale ali morebiten propad nestabilne previsne pečine.

## Vetrna abrazija
Korazija ali vetrna abrazija pomeni odstranitev kamna s premikanjem materiala (prah, zrna peska, gramoza) kot peskanje s puhalom. Površina kamna dobi brazde. Izražanje in moč korazije je odvisna od hitrosti vetra, smeri vetra in odpornosti podlage (odsotnost vegetacije), dežja in možnosti za pojav vetra in se delcev (deflacija). Nizka tla v kombinaciji z visoko vsebnostjo sedimentov ali nekonsolidiranih kamnin z majhno do srednje velikosti zrn (grobi melj, pesek, droben gramoz) spodbuja korazijo.
Zaradi korazije preoblikovane skalne formacije imajo, odvisno od zgoraj navedenih pogojev, različne oblike kot: goba, jardang, ventifakt, žlebiči ali brazde in mize.
Poleg navedenega je pojav vetrne abrazije tudi kamnita puščava (arabsko hammāda), ki je pokrita s kamni z ostrimi robovi.